# 周金燦
周金燦（1961年—），出生於福建，中國前男子羽球運動員。
周金燦出身於福建羽毛球隊，1984年加入國家羽毛球隊，同年與張強一起獲得丹麥斯堪地那維亞羽球錦標賽男子雙打冠軍。1987年，他與林瑛一起獲得中國羽球公開賽混合雙打冠軍。同年，他與張強一起獲得世界羽球大獎賽總決賽男子雙打亞軍。
周金燦曾代表中國贏得1986年和1988年湯姆斯盃冠軍。